# Fotógrafo de señoras
Fotógrafo de señoras es una película de comedia picaresca argentina, cuyo protagonista es Jorge Porcel. Se estrenó el 13 de abril de 1978.

## Argumento
Narra las desventuras de un hombre torpe y mujeriego, que consigue un trabajo como fotógrafo, como cuando tiene que hacer cobertura gráfica de un partido de fútbol femenino. Además, descubre una red criminal de contrabando, en la que se ve involucrado.

## Reparto
- Jorge Porcel como Jorge Catrasca
- Graciela Alfano como Mariana
- Javier Portales como Rodríguez
- Tristán como Horacio Marafioti
- Alberto Olmedo como espectador leyendo el diario
- Adolfo García Grau como Raul Torrejon
- Adriana Quevedo como Gloria
- César Bertrand como policía hermano de Horacio
- Stella Maris Lanzani como Leticia
- Carlos Gros como asesino
- Tini Araujo como la isleña
- Raquel Álvarez como chica que quiere huir de la isla
- Camila Perissé como Sofia Miranda
- Alfonso Pícaro como árbitro partido futbol
- Loanna Muller como Modelo negra de la apertura
- Alicia Muñiz como Modelo rubia de la apertura
- Mimí Ardú
- Maria Bufano ... Esposa de Torrejón